# Saison 6 de Scrubs
Chronologie
Saison 5 Saison 7
Cet article présente le guide des épisodes de la sixième saison de la série télévisée américaine Scrubs.

## Distribution

### Acteurs principaux
- Zach Braff (VF : Alexis Tomassian) : Dr John Michael « JD » Dorian
- Sarah Chalke (VF : Véronique Desmadryl) : Dr Elliot Reid
- Donald Faison VF : Lucien Jean-Baptiste et Olivier Constantin (chant)) : Dr Christopher « Turk » Duncan Turk
- John C. McGinley (VF : Hervé Jolly et Pierre-François Pistorio (chant)) : Dr Perceval « Perry » Ulysse Cox
- Ken Jenkins (VF : Richard Leblond et Daniel Beretta (chant)) : Dr Robert « Bob » Kelso
- Judy Reyes (VF : Julie Turin et Barbara Beretta (chant)) : Infirmière Carla Espinosa
- Neil Flynn (VF : Pascal Massix et Gilles Morvan (chant)) : L'homme de ménage ou le Concierge (The Janitor en VO)

### Acteurs secondaires
- Aloma Wright (VF : Catherine Artigala) : Infirmière Laverne Roberts
- Robert Maschio (VF : Pascal Germain) : Dr Todd Quinlan
- Sam Lloyd (VF : Denis Boileau et Olivier Constantin (chant)) : Ted Buckland
- Christa Miller-Lawrence (VF : Brigitte Aubry) : Jordan Sullivan
- Johnny Kastl (VF : Emmanuel Beckermann et Patrice Schreider (chant)) : Dr Doug Murphy
- Robert Clendenin (en) (VF : Éric Marchal) : Dr Bob Zeltzer
- Philip McNiven (VF : Yves-Henry Salerne) : Roy
- Randall Winston (en) : Leonard
- Martin Klebba : Randall Winston
- Tom Cavanagh (VF : Lionel Tua) : Daniel « Dan » Dorian
- Travis Schuldt (VF : Yann Guillemot) : Keith Dudemeister
- Rick Schroder (VF : Alexandre Gillet) : Infirmier Paul Flowers
- Richard Kind (VF : Gérard Surugue) : Harvey Corman
- Bellamy Young (VF : Claire Guyot) : Dr Grace Miller
- Elizabeth Banks (VF : Marie-Eugénie Maréchal) : Dr Kim Briggs
- Nicole Sullivan (VF : Barbara Delsol) : Jill Tracy
- Tara Reid (VF : Charlotte Marin) : Danni Sullivan
- Michael Weston  : soldat Brian Dancer
- Marley Henry : Titulaire Ronald, dit Snoop Dogg
- Bob Bencomo : Coleman Slawski, dit Docteur Colonel
- Frank Cameron (VF : Matthieu Albertini) : Dr Walter Mickhead
- Geoff Stevenson : Dr Beardface (nom original, traduit par Dr Barbeblanche, Barberousse, Barbepoilue selon les épisodes
- Cody Estes (en) : J.D. jeune
- Andrew Miller : Jack Cox
- Phill Lewis (VF : Thierry Desroses) : Hooch

### Invités
- Keri Russell : Melody O' Harra
- Blue Man Group : caméo
- Stephanie D'Abruzzo (en) (VF : Sauvane Delanoë) : Patti Miller (épisode 6)

## Épisodes

### Épisode 1:Mon image
- États-Unis : 30 novembre 2006 sur NBC[1]
- France : 
  - 23 juin 2008 sur Paris Première
  - 26 mars 2010 sur M6

- États-Unis : 8,45 millions de téléspectateurs (première diffusion)

- Elizabeth Banks (Dr Kim Briggs)
- Travis Schuldt (Keith)
- Christa Miller Lawrence (Jordan Sullivan)
- Andrew Miller (Jack)

### Épisode 2:Mon bébé et le bébé de mon pote
- États-Unis : 7 décembre 2006 sur NBC
- France : 
  - 23 juin 2008 sur Paris Première
  - 2 avril 2010 sur M6

- États-Unis : 8,43 millions de téléspectateurs (première diffusion)

- Christa Miller Lawrence (Jordan Sullivan)
- Elizabeth Banks (Dr Kim Briggs)
- Travis Schuldt (Keith)
- Andrew Miller (Jack)

### Épisode 3:Mon café
- États-Unis : 14 décembre 2006 sur NBC
- France : 
  - 30 juin 2008 sur Paris Première
  - 2 avril 2010 sur M6

- États-Unis : 7,78 millions de téléspectateurs (première diffusion)

- Elizabeth Banks (Dr Kim Briggs)
- Shaughn Buchholz (Jason)
- David Clennon (Dr Turner)

### Épisode 4:MonDrHouse
- États-Unis : 4 janvier 2007 sur NBC
- France : 
  - 30 juin 2008 sur Paris Première
  - 2 avril 2010 sur M6

- États-Unis : 7,33 millions de téléspectateurs (première diffusion)

- Elizabeth Banks (Dr Kim Briggs)
- Travis Schuldt (Keith)
- Dave Foley (Dr Hendrick)

### Épisode 5:Ma riche amie
- États-Unis : 11 janvier 2007 sur NBC
- France : 
  - 6 juillet 2008 sur Paris Première
  - 2 avril 2010 sur M6

- États-Unis : 7,33 millions de téléspectateurs (première diffusion)

- Christa Miller Lawrence (Jordan Sullivan)
- Elizabeth Banks (Dr Kim Briggs)
- Travis Schuldt (Keith)

### Épisode 6:Ma comédie musicale
- États-Unis : 18 janvier 2007 sur NBC
- France : 
  - 6 juillet 2008 sur Paris Première
  - 9 avril 2010 sur M6

- États-Unis : 6,57 millions de téléspectateurs (première diffusion)

Stephanie D'Abruzzo (en) (Patti Miller)
- Ça va (All Right)
- Bienvenue au Sacré-Cœur (Welcome to Sacred Heart)
- Tout se termine au fond du pot (Everything Comes Down to Poo)
- Tu vas nous manquer, Carla (Gonna Miss You, Carla)
- La Remontrance (The Rant Song)
- Options
- Faire face au futur (When the Truth Comes Out)
- Histoire d'hommes (Guy Love)
- Je suis Dominicaine (For the Last Time, I'm Dominican)
- Amis pour toute la vie (Friends Forever)
- Qu'adviendra-t-il demain (What's Going to Happen)

### Épisode 7:Son histoire 4
- États-Unis : 1er février 2007 sur NBC
- France : 
  - 13 juillet 2008 sur Paris Première
  - 9 avril 2010 sur M6

- États-Unis : 6,88 millions de téléspectateurs (première diffusion)

- Travis Schuldt (Keith)
- Michael Weston (Brian - Soldat Dancer)
- Robert Lundqvist (Dr Caan)
- Lindsay Ravage (Debbie)

### Épisode 8:Mon voyage en camping-car
- États-Unis : 8 février 2007 sur NBC
- France : 
  - 13 juillet 2008 sur Paris Première
  - 9 avril 2010 sur M6

- États-Unis : 6,22 millions de téléspectateurs (première diffusion)

- Elizabeth Banks (Dr Kim Briggs)
- Travis Schuldt (Keith)
- Christa Miller Lawrence (Jordan Sullivan)
- Andrew Miller (Jack)
- Michael Ausiello (Obstetricien)
- Frank Encarnacao (Dr Mickhead)

### Épisode 9:Mes apitoiements
- États-Unis : 15 février 2007 sur NBC
- France : 
  - 20 juillet 2008 sur Paris Première
  - 9 avril 2010 sur M6

- États-Unis : 6,26 millions de téléspectateurs (première diffusion)

- Benjamin King (Milos)
- Michael Weston (Brian - Soldat Dancer)
- Michael Patrick McGill (Officier Brady)

### Épisode 10:Mon mois thérapeutique
- États-Unis : 22 février 2007 sur NBC
- France : 
  - 20 juillet 2008 sur Paris Première
  - 16 avril 2010 sur M6

- États-Unis : 5,69 millions de téléspectateurs (première diffusion)

- Travis Schuldt (Keith)
- Rachel Avery (Katie)
- Michael Weston (Brian - Soldat Dancer)
- Randall Winston (Léonard)
- Christina Miles (Gloria)
- Mike Schwartz (Lloyd)
- Julian Berlin (Anne Chase)

### Épisode 11:Mes plus beaux souvenirs
- États-Unis : 1er mars 2007 sur NBC
- France : 
  - 27 juillet 2008 sur Paris Première
  - 16 avril 2010 sur M6

- États-Unis : 6,8 millions de téléspectateurs (première diffusion)

- Christa Miller Lawrence (Jordan Sullivan)
- Lindsay Ravage (Debbie)
- Tim Munday (Roger Templeton)

### Épisode 12:Mon poisson rouge
- États-Unis : 8 mars 2007 sur NBC
- France : 
  - 27 juillet 2008 sur Paris Première
  - 16 avril 2010 sur M6

- États-Unis : 5,89 millions de téléspectateurs (première diffusion)

- Frank Encarnacao (Dr Mickhead)
- Michael Weston (Brian - Soldat Dancer)

### Épisode 13:Mes combines
- États-Unis : 15 mars 2007 sur NBC
- France : 
  - 3 août 2008 sur Paris Première
  - 16 avril 2010 sur M6

- États-Unis : 6,37 millions de téléspectateurs (première diffusion)

- Alexander Chaplin (Sam Thompson)
- Mike Schwartz (Lloyd)

### Épisode 14:Ma très mauvaise raison
- États-Unis : 22 mars 2007 sur NBC
- France : 
  - 3 août 2008 sur Paris Première
  - 23 avril 2010 sur M6

- États-Unis : 6,48 millions de téléspectateurs (première diffusion)

- Mircea Monroe (Heather)
- Joe Manganiello (Chad)

### Épisode 15:Mon dernier au revoir
- États-Unis : 5 avril 2007 sur NBC
- France : 
  - 10 août 2008 sur Paris Première
  - 23 avril 2010 sur M6

- États-Unis : 4,89 millions de téléspectateurs (première diffusion)

- Aloma Wright (Infirmière Laverne Roberts)
- Nicole Sullivan (Jill Tracy)
- Andrew Miller (Jack)
- Travis Schuldt (Keith)
- Jay Kenneth Johnson (Dr Matthews)
- Christa Miller Lawrence (Jordan Sullivan)
- Mike Schwartz (Lloyd)
- Jeffrey Hutchinson (Dr Berman)

### Épisode 16:Mes signes de sagesse
- États-Unis : 12 avril 2007 sur NBC
- France : 
  - 10 août 2008 sur Paris Première
  - 23 avril 2010 sur M6

- États-Unis : 5,02 millions de téléspectateurs (première diffusion)

Keeshan Giles (Lester Roberts)

### Épisode 17:Leurs histoires
- États-Unis : 19 avril 2007 sur NBC
- France : 
  - 17 août 2008 sur Paris Première
  - 23 avril 2010 sur M6

- États-Unis : 5,56 millions de téléspectateurs (première diffusion)

- Carole Davis (Rosie Myler)
- Chad Broskey (Rod)
- Gina Devivo (Stéphanie)

### Épisode 18:Ma chasse gardée
- États-Unis : 26 avril 2007 sur NBC
- France : 
  - 17 août 2008 sur Paris Première
  - 30 avril 2010 sur M6

- États-Unis : 4,65 millions de téléspectateurs (première diffusion)

- Keri Russell (Melody O'Harra)
- Travis Schuldt (Keith)
- Frank Encarnacao (Dr Mickhead)
- Mike Schwartz (Lloyd)

### Épisode 19:Ma douche froide
- États-Unis : 3 mai 2007 sur NBC
- France : 
  - 24 août 2008 sur Paris Première
  - 30 avril 2010 sur M6

- États-Unis : 4,95 millions de téléspectateurs (première diffusion)

- Keri Russell (Melody O'Harra)
- Travis Schuldt (Keith)
- Christa Miller Lawrence (Jordan Sullivan)
- Marjorie Lovett (Mme Sheldon)
- Randall Winston (Léonard)
- Frank Encarnacao (Dr Mickhead)

Après avoir raté sa demande en mariage, Eliott organise sa propre demande en mariage. J.D., lui, essaye désespérément de séduire Melody, mais n'arrive jamais plus loin que le baiser. Turk, quant à lui, devient de plus en plus en manque de sexe ; Carla refusant toujours le rapport sexuel. Eliott et Carla, elles, doivent annoncer que deux patients âgés ont la syphilis.

### Épisode 20:Ma fausse fausse-couche
- États-Unis : 10 mai 2007 sur NBC
- France : 
  - 24 août 2008 sur Paris Première
  - 30 avril 2010 sur M6

- États-Unis : 5,31 millions de téléspectateurs (première diffusion)

- Elizabeth Banks (Dr Kim Briggs)
- Travis Schuldt (Keith)
- Stephon Fuller (James Gurley)

### Épisode 21:Mon lapin
- États-Unis : 17 mai 2007 sur NBC
- France : 
  - 31 août 2008 sur Paris Première
  - 30 avril 2010 sur M6

- États-Unis : 5,21 millions de téléspectateurs (première diffusion)

- Elizabeth Banks (Dr Kim Briggs)
- Travis Schuldt (Keith)
- Christa Miller Lawrence (Jordan Sullivan)
- Jay Kenneth Johnson (Dr Matthews)
- Scott Menville (Voix du Lapin)
- Mike Schwartz (Lloyd)
- Frank Encarnacao (Dr Mickhead)

### Épisode 22:Mon point de non retour
- États-Unis : 17 mai 2007 sur NBC
- France : 
  - 31 août 2008 sur Paris Première
  - 7 mai 2010 sur M6

- États-Unis : 5,21 millions de téléspectateurs (première diffusion)

- Elizabeth Banks (Dr Kim Briggs)
- Travis Schuldt (Keith)
- Mike Schwartz (Lloyd)
- Andrew Miller (Jack)
- Christa Miller Lawrence (Jordan Sullivan)
- Frank Encarnaca (Dr Mickhead)
- Mary-Kathleen Gordon (Mme Cole)